# Juan Felipe Muñoz
Juan Felipe Muñoz Posso (Bogotá, 1982-Bogotá, 7 de noviembre de 2024)fue un director, actor de teatro y televisión colombiano.

## Biografía
Nació el 16 de febrero de 1982 en Bogotá, Colombia. Estudió artes escénicas en el Teatro Nacional de Colombia y realizó su especialidad de improvisación teatral en Buenos Aires, Argentina. Debutó en la actuación como personaje invitado en la serie Padres e hijos participando en producciones a lo largo de su carrera en El Bronx, Alias JJ, Bloque de búsqueda.
Actuó en la miniserie documentada Garavito: La bestia serial en 2023, dirigida por José Ángel Montiel y producida por Warner Bros y Caracol Televisión, en la cual se relatan los hechos acontecidos en relación a los crímenes perpetrados por Luis Alfredo Garavito, considerado el mayor asesino serial y violador de niños de la historia de la humanidad, fue su último trabajo. Allí el actor asumió un rol estelar personificando al criminal, para lo cual debió someterse a diversos cambios físicos y llevó a que la crítica destacara su talento actoral. Se destacó además como entrenador de actuación en la compañía teatral Gimnasio Actoral.

## Fallecimiento
El 7 de noviembre de 2024, fue encontrado sin vida en su residencia en Bogotá sin que trascendieran las causas que a los 42 años provocaron su deceso.

## Filmografía
- Garavito: La bestia serial (miniserie documental, 2023)
- Hasta que la plata que nos separe (2022)
- La reina de Indias y el conquistador (2020)
- Bolívar (2019)
- El Bronx (2019)
- El Charrito Negro (2018)
- Sobreviviendo a Escobar, alias JJ (2017)
- Bloque de búsqueda (2016)
- Padres e hijos (2007)